# Cosmas de Maiuma
Cosme o Cosmas (en griego original, Κοσμάς) de Maiuma (Gaza), actualmente Rimal, también llamado Cosmas de Jerusalem, Cosmas Hagiopolita, Cosmas el Mélodo o Cosmas el Poeta (¿Damasco? h. 675 o 706 - h. 760) fue un poeta himnógrafo y obispo de la Iglesia ortodoxa, que lo considera santo al igual que la Iglesia católica. Occidente celebra su fiesta el 12 de octubre, y Oriente el 14 del mismo mes.

## Biografía
Quedó huérfano a edad temprana y lo adoptó Sergio, el padre de San Juan Damasceno o de Damasco (hacia 676 - 749), por lo que se convirtió en hermano adoptivo de este último. El maestro de ambos niños fue un anciano monje calabrés también llamado Cosmas (conocido como Cosmas el Monje para distinguirlo), que había sido liberado de la esclavitud de los sarracenos por el padre de San Juan. Juan y Cosmas fueron de Damasco a Jerusalén, donde ambos se convirtieron en monjes en la laura o cenobio (monasterio) de Mar Saba, cerca de la ciudad. Juntos ayudaron a defender la Iglesia de la herejía iconoclasta .
Cosmas dejó el monasterio en 743 al ser nombrado ese año obispo de Maiuma, puerto de la antigua Gaza. Sobrevivió a San Juan muchos años y murió muy anciano.

## Obras
Como erudito escribió comentarios o escolios en prosa a los poemas de San Gregorio Nacianceno. Y como poeta se le considera muy inspirado: la Iglesia ortodoxa considera a San Cosme y San Juan de Damasco como los mejores representantes de la himnografía griega clásica posterior, cuyos ejemplos más característicos son los cantos litúrgicos artísticos conocidos como cánones. Trabajaron juntos en el desarrollo de los Octoechos.
San Cosme ha sido llamado "vaso de la gracia divina" y "gloria de la Iglesia". Compuso los cánones solemnes para maitines del Sábado de Lázaro, Domingo de Ramos, los Triodes (cánones con solo tres cánticos) que se cantan durante la Semana Santa, el primer canon de la Natividad (basado en un sermón de la Natividad de San Gregorio el Teólogo), y es conocido por su mejor trabajo, Canon para el día de Navidad. En total, se le atribuyen catorce cánones en los libros litúrgicos de la Iglesia Ortodoxa. Su composición más conocida es "Más honorable que los querubines..." (que se incluye en el Axion Estin), cantada regularmente en maitines, la liturgia divina y otros servicios religiosos.
Los himnos de San Cosme fueron originalmente destinados a los Servicios Divinos de la Iglesia de Jerusalén, pero a través del influjo de la iglesia de Constantinopla su uso se volvió universal en la Iglesia Ortodoxa. Sin embargo, no es seguro que todos los himnos atribuidos a Cosme en los libros litúrgicos fueran realmente sus composiciones, especialmente porque su maestro del mismo nombre era también escritor de himnos. Diversas colecciones de los mismos, que varían en número, se pueden encontrar en Jacques-Paul Migne, Patrologia Graeca, XCVIII, 459-524, y en Christ-Paranikas, Anthologia graeca carminum christianorum (Leipzig, 1871), 161-204. Para las notas o escolios a los poemas de Gregorio Nacianceno, véase Angelo Mai, Spicilegium Romanum, II, Pt. II, 1-375 y el ya citado Migne, PG, XXXVIII, 339-679.